# Stefan Reško
Stefan Mychajlovyč Reško (in ucraino Стефан Михайлович Решко?, in russo Стефан Михайлович Решко?, Stefan Michajlovič Reško; Ključarky, 24 marzo 1947) è un ex calciatore sovietico dal 1991 ucraino, di ruolo difensore.

## Palmarès

### Club

#### Competizioni nazionali
- Campionato sovietico: 4

Dinamo Kiev: 1971, 1974, 1975, 1977
- Coppa dell'Unione Sovietica: 2

Dinamo Kiev: 1974, 1978

#### Competizioni internazionali
- Coppa delle Coppe: 1

Dinamo Kiev: 1974-1975
- Supercoppa UEFA: 1

Dinamo Kiev: 1975